# Mănești (Dâmbovița)
Pour les articles homonymes, voir Mănești.
Mănești est une commune du județ de Dâmbovița en Roumanie.